# Sainte-Suzanne (Doubs)
Pour les articles homonymes, voir Sainte-Suzanne.
Sainte-Suzanne est une commune française située dans le département du Doubs, la région culturelle et historique de Franche-Comté et la région administrative Bourgogne-Franche-Comté.
Ses habitants sont appelés les Feunus. Ce surnom signifiant les fouinards : étant par trop péjoratif, certains voudraient que ce nom provienne de "la feune", trident avec lequel les habitants pêchaient autrefois le poisson.

## Géographie

### Toponymie
Sanctæ Susannæ en 913 ; Santa Suzanna en 1251 ; Sainte Susanne en 1274 ; Saincte Suzanne en 1593.

### Communes limitrophes
Sainte-Suzanne est un village de l'est de la France situé dans le nord est de la Franche-Comté. Accolé à Montbéliard, il constitue une partie de l'agglomération Ville de Montbéliard (125 000 habitants). Sainte-Suzanne fait aussi partie du premier pôle comtois l'Aire Urbaine Belfort Montbéliard, étant située à 25 km de Belfort.

### Climat
Pour des articles plus généraux, voir Climat de la Bourgogne-Franche-Comté et Climat du Doubs.
En 2010, le climat de la commune est de type climat de montagne, selon une étude du Centre national de la recherche scientifique s'appuyant sur une série de données couvrant la période 1971-2000. En 2020, Météo-France publie une typologie des climats de la France métropolitaine dans laquelle la commune est exposée à un climat semi-continental et est dans la région climatique  Jura, caractérisée par une forte pluviométrie en toutes saisons (1 000 à 1 500 mm/an), des hivers rigoureux et un ensoleillement médiocre. 
Pour la période 1971-2000, la température annuelle moyenne est de 10 °C, avec une amplitude thermique annuelle de 17,4 °C. Le cumul annuel moyen de précipitations est de 1 266 mm, avec 13,5 jours de précipitations en janvier et 10,4 jours en juillet. Pour la période 1991-2020, la température moyenne annuelle observée sur la station météorologique de Météo-France la plus proche, « Dorans », sur la commune de Dorans à 10 km à vol d'oiseau, est de 10,9 °C et le cumul annuel moyen de précipitations est de 974,0 mm. 
La température maximale relevée sur cette station est de 38,1 °C, atteinte le 24 juillet 2019 ; la température minimale est de −16 °C, atteinte le 20 décembre 2009,,. 
Les paramètres climatiques de la commune ont été estimés pour le milieu du siècle (2041-2070) selon différents scénarios d'émission de gaz à effet de serre à partir des nouvelles projections climatiques de référence DRIAS-2020. Ils sont consultables sur un site dédié publié par Météo-France en novembre 2022.

## Urbanisme

### Typologie
Au 1er janvier 2024, Sainte-Suzanne est catégorisée ceinture urbaine, selon la nouvelle grille communale de densité à 7 niveaux définie par l'Insee en 2022.
Elle appartient à l'unité urbaine de Montbéliard, une agglomération inter-départementale dont elle est une commune de la banlieue,. Par ailleurs la commune fait partie de l'aire d'attraction de Montbéliard, dont elle est une commune de la couronne,. Cette aire, qui regroupe 137 communes, est catégorisée dans les aires de 50 000 à moins de 200 000 habitants,.

### Occupation des sols
L'occupation des sols de la commune, telle qu'elle ressort de la base de données européenne d’occupation biophysique des sols Corine Land Cover (CLC), est marquée par l'importance des territoires artificialisés (48,5 % en 2018), en augmentation par rapport à 1990 (27,4 %). La répartition détaillée en 2018 est la suivante : 
zones urbanisées (48,5 %), forêts (46,1 %), prairies (3,1 %), terres arables (2,2 %). L'évolution de l’occupation des sols de la commune et de ses infrastructures peut être observée sur les différentes représentations cartographiques du territoire : la carte de Cassini (XVIIIe siècle), la carte d'état-major (1820-1866) et les cartes ou photos aériennes de l'IGN pour la période actuelle (1950 à aujourd'hui).

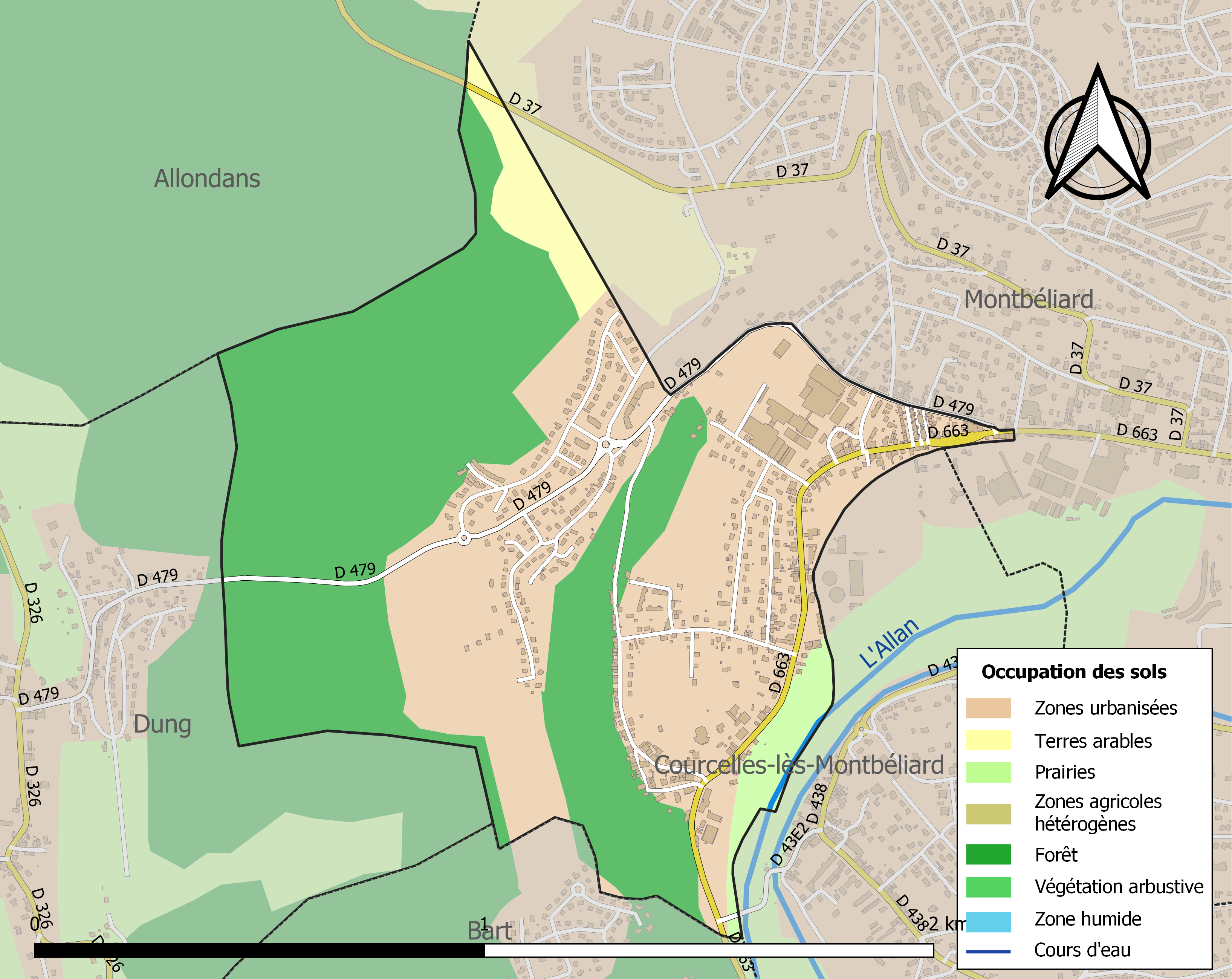
Carte des infrastructures et de l'occupation des sols de la commune en 2018 (CLC).

## Histoire
Sainte-Suzanne appartenait au comté de Montbéliard qui fut rattaché à la France en 1793.
Elle était nommée seulement Suzanne sous la Révolution.
En 1793, la commune est rattachée au département de la Haute-Saône, district de Montbéliard, canton de Désandans, puis, en 1797, au département du Mont-Terrible, canton de Désendans et enfin en 1800 au département du Haut-Rhin, arrondissement de Porrentruy, canton de Désandans, puis de Montbéliard à partir de 1802.
En 1833, le Genevois Pierre Henri Paur ouvre une manufacture de boîtes à musique à Sainte-Suzanne. En quasi-faillite, la manufacture est reprise en 1839 par Auguste L'Épée qui va en faire un véritable succès. L'entreprise va prospérer avec des hauts et des bas pendant 157 ans. Elle ferme en 1996.

## Héraldique
| Blason de Sainte-Suzanne | Blason  | Écartelé au 1) fuselé en bande de sable et d’or, au 2) d’or aux trois demi ramures de cerf de sable rangées en pal, au 3) d’argent à la roue dentée, à l’usine de deux sheds flanquée d’une cheminée haute à dextre, brochant sur la roue, le tout d’azur, au 4) de gueules à la foëne de trois dents d’argent posée en barre, le fer en pointe. |
| Blason de Sainte-Suzanne | Détails | Le statut officiel du blason reste à déterminer. |

## Politique et administration

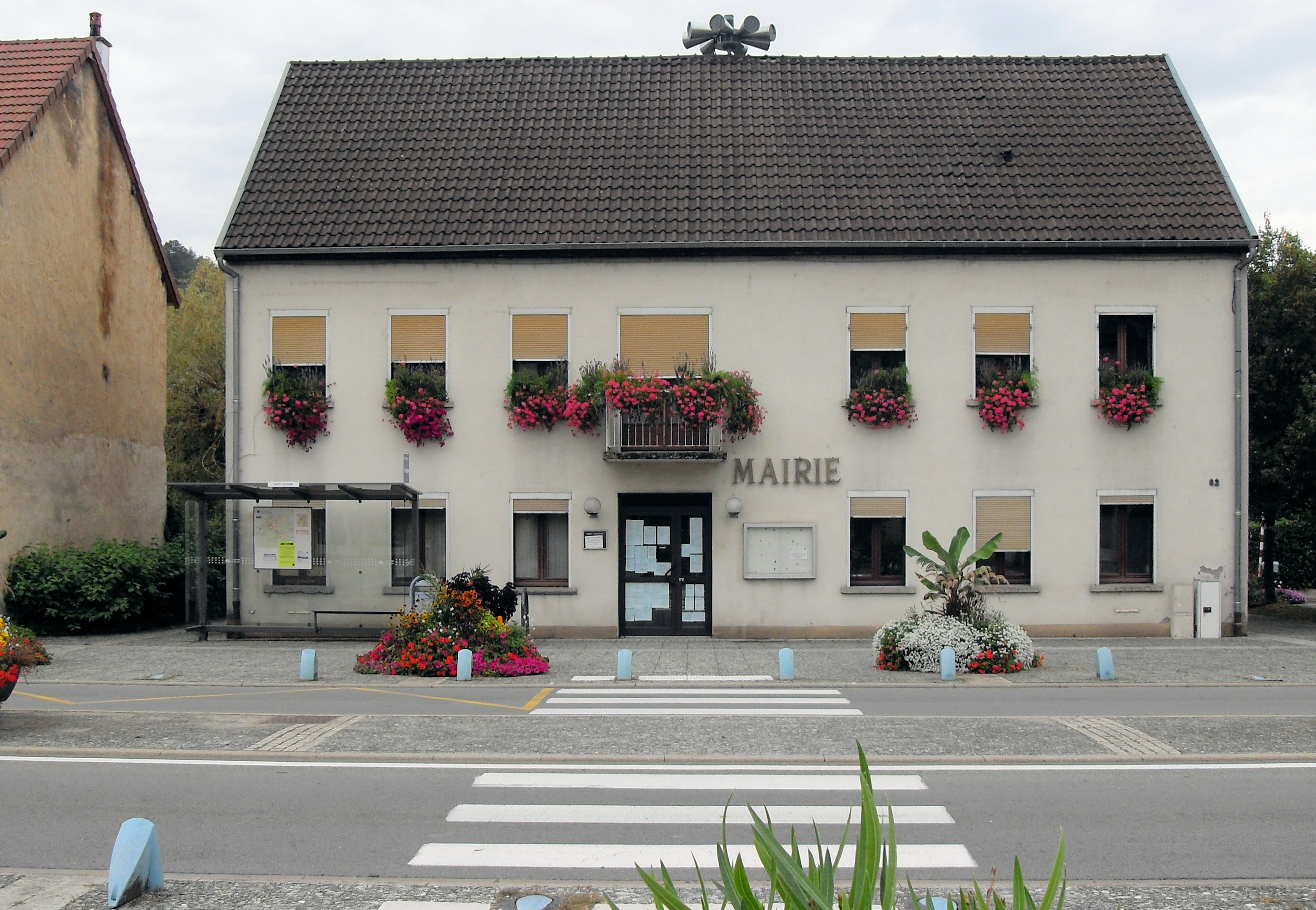
La mairie

| Période                                  | Période                   | Identité                                           | Étiquette | Qualité                      |
| ---------------------------------------- | ------------------------- | -------------------------------------------------- | --------- | ---------------------------- |
| mars 2001                                | 2014                      | Pierre Maury                                       | UMP       |                              |
| mars 2014                                | En cours (au 31 mai 2020) | Frédéric Tchobanian Réélu pour le mandat 2020-2026 | SE        | Ingénieur PSA à Voujeaucourt |
| Les données manquantes sont à compléter. |                           |                                                    |           |                              |

## Population et société

### Démographie
L'évolution du nombre d'habitants est connue à travers les recensements de la population effectués dans la commune depuis 1793. Pour les communes de moins de 10 000 habitants, une enquête de recensement portant sur toute la population est réalisée tous les cinq ans, les populations de référence des années intermédiaires étant quant à elles estimées par interpolation ou extrapolation. Pour la commune, le premier recensement exhaustif entrant dans le cadre du nouveau dispositif a été réalisé en 2008.

En 2022, la commune comptait 1 461 habitants, en évolution de −4,7 % par rapport à 2016 (Doubs : +1,88 %, France hors Mayotte : +2,11 %).
| 1793 | 1800 | 1806 | 1821 | 1831 | 1836 | 1841 | 1846 | 1851 |
| ---- | ---- | ---- | ---- | ---- | ---- | ---- | ---- | ---- |
| 154  | 335  | 151  | 178  | 299  | 368  | 417  | 445  | 481  |

| 1856 | 1861 | 1866 | 1872 | 1876  | 1881  | 1886  | 1891  | 1896 |
| ---- | ---- | ---- | ---- | ----- | ----- | ----- | ----- | ---- |
| 507  | 573  | 653  | 783  | 1 000 | 1 097 | 1 085 | 1 035 | 905  |

| 1901 | 1906 | 1911 | 1921  | 1926  | 1931  | 1936  | 1946  | 1954  |
| ---- | ---- | ---- | ----- | ----- | ----- | ----- | ----- | ----- |
| 940  | 863  | 844  | 1 052 | 1 145 | 1 270 | 1 271 | 1 153 | 1 319 |

| 1962  | 1968  | 1975  | 1982  | 1990  | 1999  | 2006  | 2008  | 2013  |
| ----- | ----- | ----- | ----- | ----- | ----- | ----- | ----- | ----- |
| 1 508 | 1 429 | 1 448 | 1 296 | 1 246 | 1 349 | 1 423 | 1 444 | 1 534 |

| 2018  | 2022  | - | - | - | - | - | - | - |
| ----- | ----- | - | - | - | - | - | - | - |
| 1 486 | 1 461 | - | - | - | - | - | - | - |

### Santé
L'hôpital le plus proche est l'hôpital Nord Franche-Comté situé à Trévenans, dans le Territoire de Belfort (département voisin), entre Belfort et Montbéliard,.

## Lieux et monuments
- L'Épée. Manufacture horlogère.

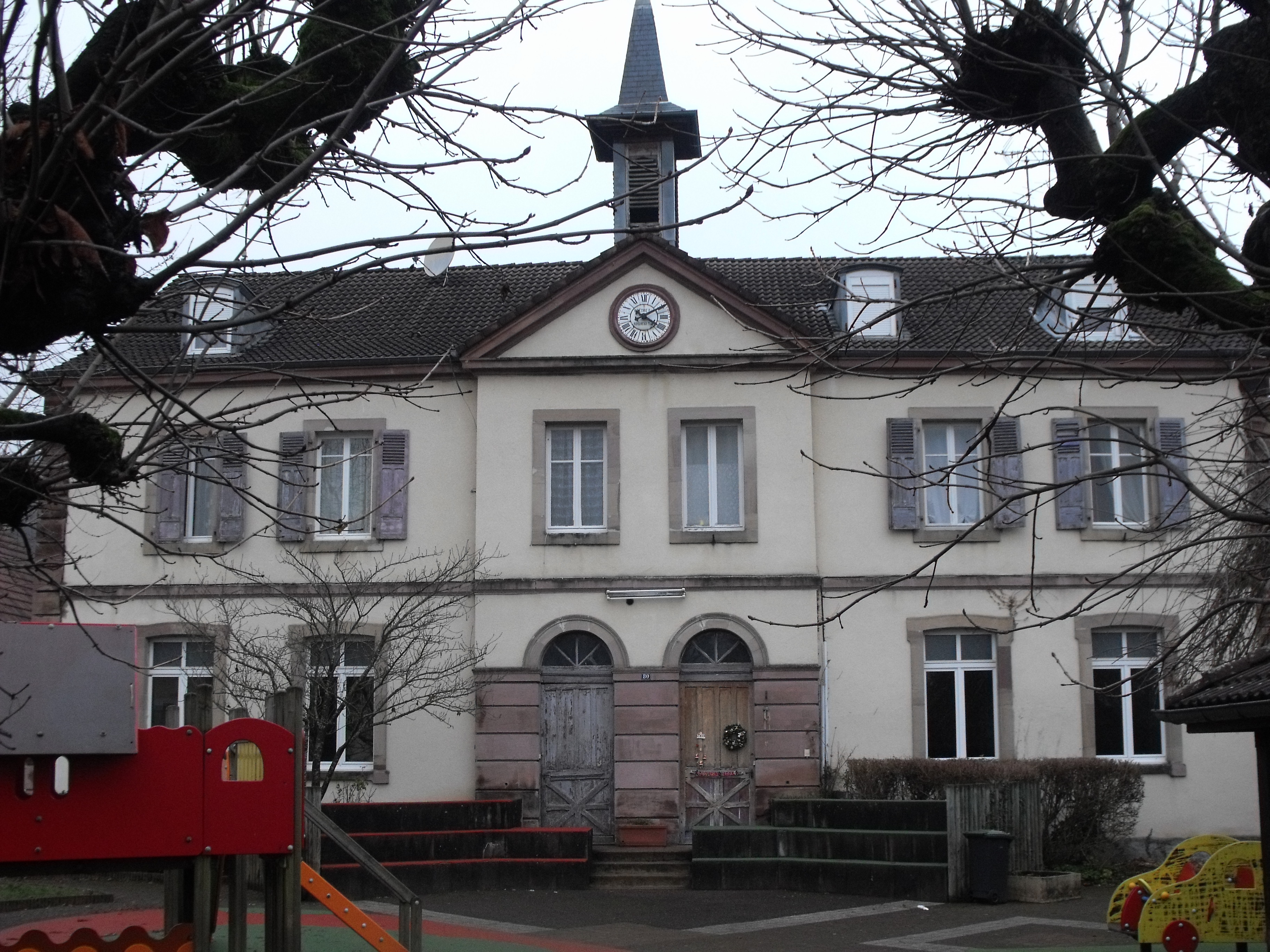
École.
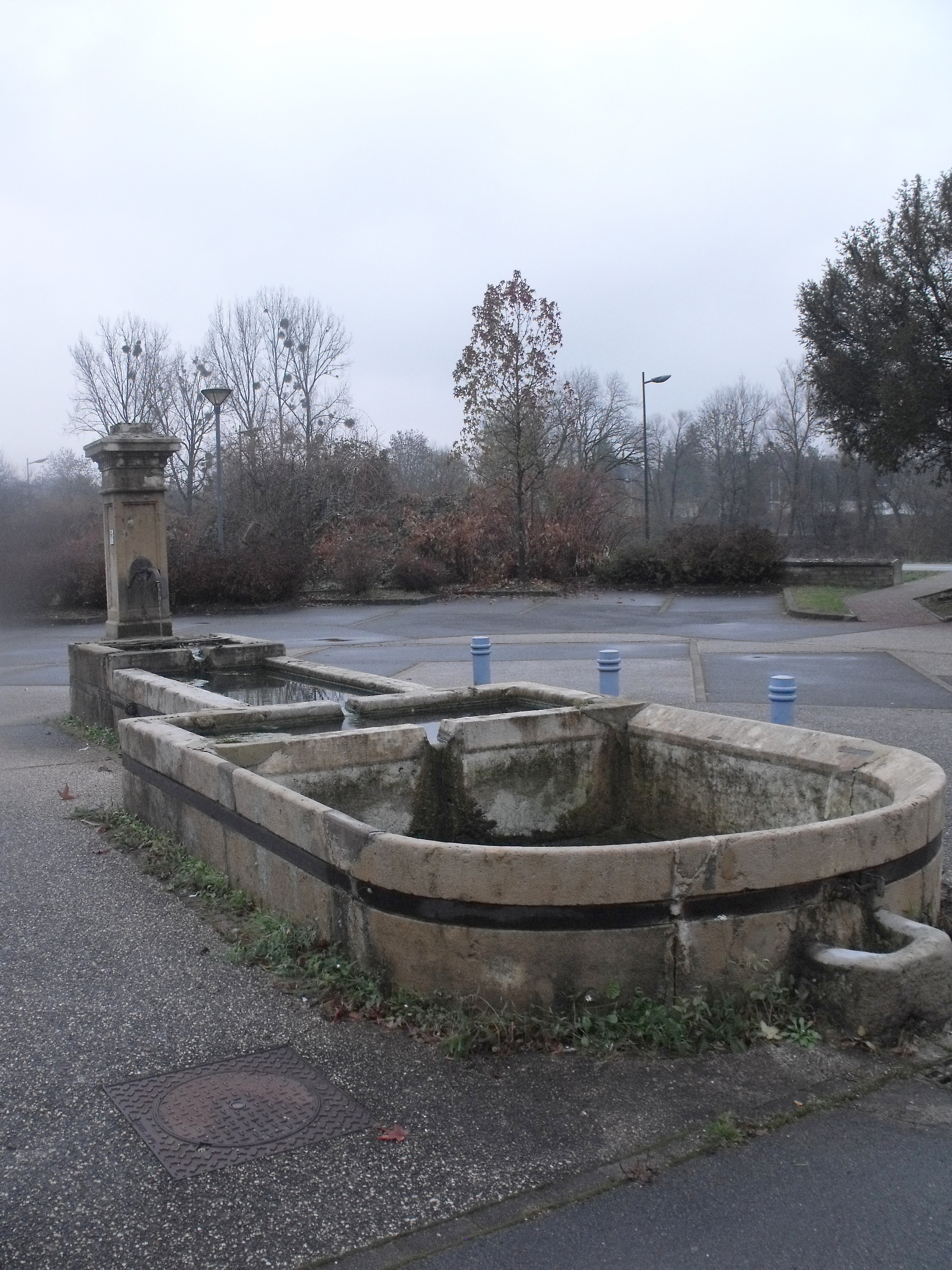
Fontaine.
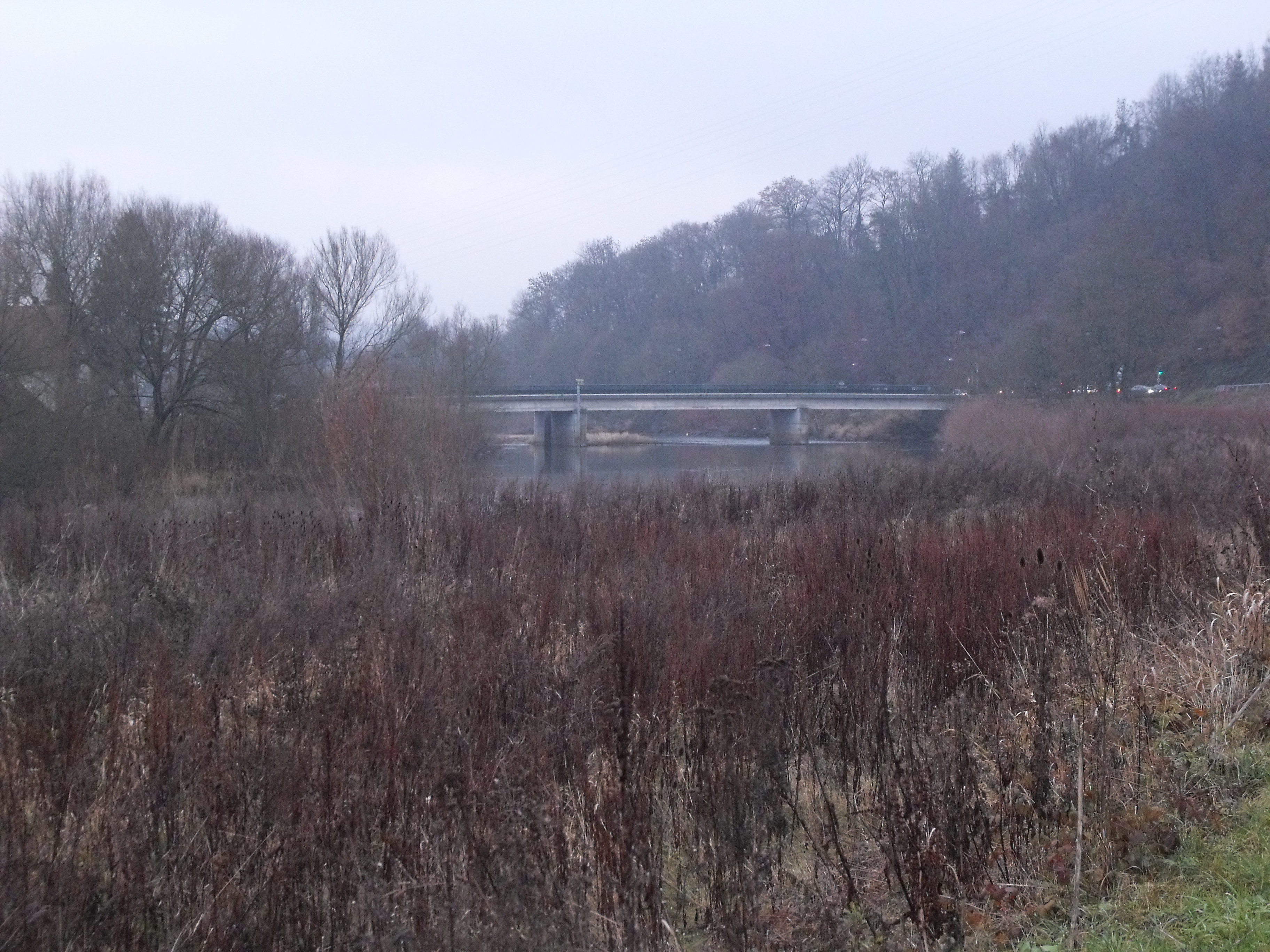
Pont sur l'Allan.
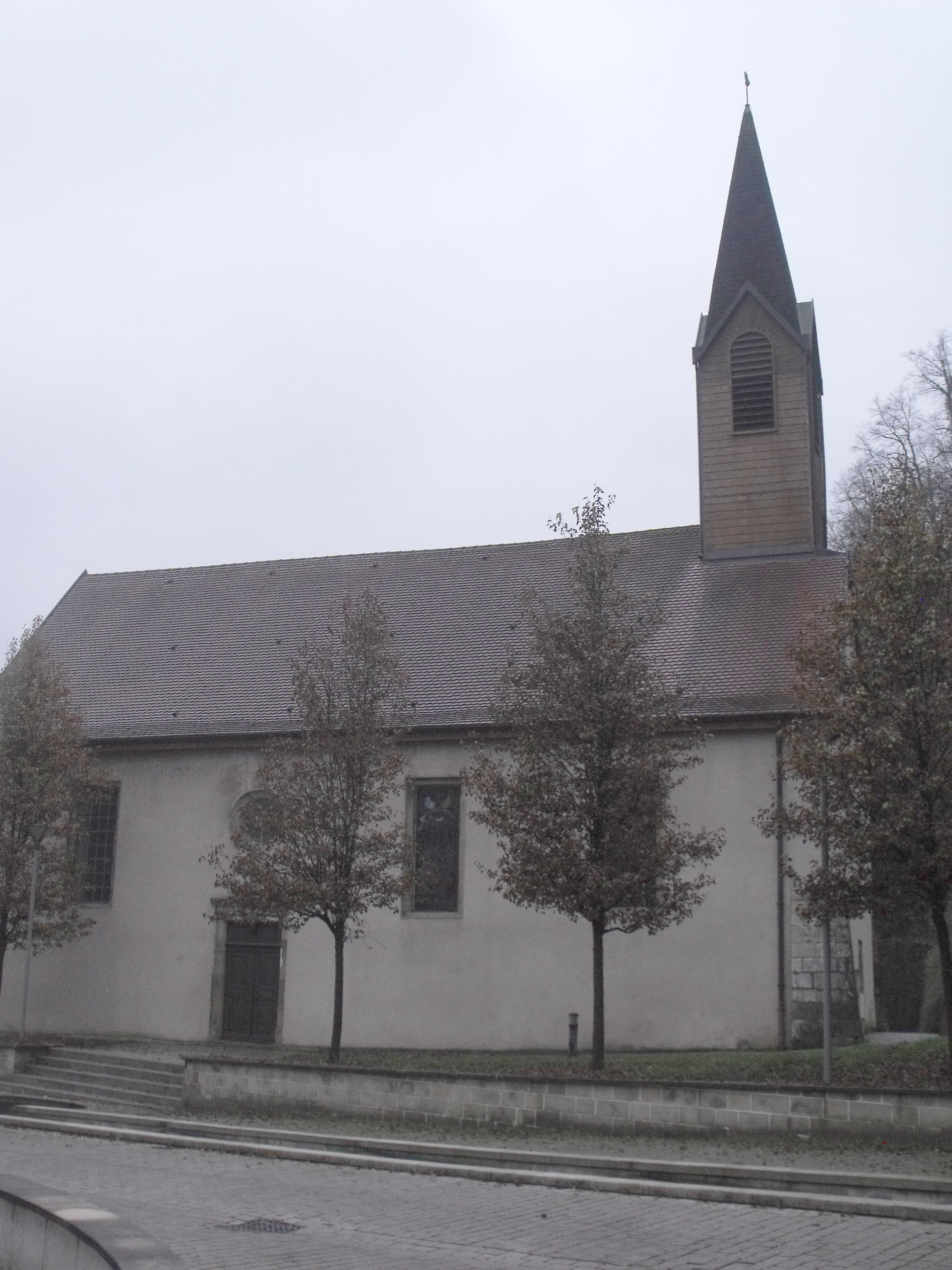
Temple.

## Personnalités liées à la commune
- Auguste Doriot (1863-1955), pilote et constructeur automobile
- Auguste L'Épée (1798-1875), fondateur de la manufacture éponyme, active à Sainte-Suzanne de 1839 à 1996.